# (59001) Senftenberg
(59001) Senftenberg ist ein Asteroid des Hauptgürtels, der am 26. September 1998 von den tschechischen Astronomen Jana Tichá und Miloš Tichý am Kleť-Observatorium (IAU-Code 046) bei Český Krumlov entdeckt wurde.
Der Asteroid gehört zur Innes-Familie, einer nach (1658) Innes benannten Asteroidenfamilie.
Er wurde am 21. Juli 2005 nach der Stadt Senftenberg in Böhmen (heute: Žamberk) benannt, in der 1851 zwei Kometen von Theodor Brorsen entdeckt wurden.